# Malay-le-Grand
Malay-le-Grand is een gemeente in het Franse departement Yonne (regio Bourgogne-Franche-Comté) en telt 1573 inwoners (2005). De plaats maakt deel uit van het arrondissement Sens.

## Geografie
De oppervlakte van Malay-le-Grand bedraagt 21,8 km², de bevolkingsdichtheid is 72,2 inwoners per km².
De onderstaande kaart toont de ligging van Malay-le-Grand met de belangrijkste infrastructuur en aangrenzende gemeenten.

## Demografie
Onderstaande figuur toont het verloop van het inwonertal (bron: INSEE-tellingen).